# Føderale Russiske Rumfartsorganisation
Den Føderale Russiske Rumfartsorganisation (russisk: Федеральное космическое агентство России), mest kendt som Roskosmos eller RKA, er den nationale rumfartsorganisation i Rusland. Roskosmos blev etableret i 1992 efter opløsningen af Sovjetunionen, og er en videreførelse af den sovjetiske rumfartsorganisation.
Roskosmos er ansvarlig for Ruslands videnskabelige rumprogram og almindelige udvikling af luftfartsteknologi. Hovedkvarteret ligger i Moskva, men hovedparten af organisationens aktiviteter finder sted i den nærliggende Stjernebyen; bl.a. træningsfaciliteter, mens hovedkontrolcentret ("Центр Управления Полетом", Tsentr Upravlenija Poletom) ligger i byen Koroljov. Affyringsfaciliteterne befinder sig hovedsageligt på Bajkonur-kosmodromen, Kasakhstan, men derudover benyttes også kosmodromen i Plesetsk i det nordlige Rusland. Anatolij Perminov har siden marts 2004 været generaldirektør.
Roskosmos er en af bidragsyderne til den internationale rumstation (ISS), og har indtil bidraget med modulerne Zarja og Zvezda. Zarja var det første modul der blev tilsluttet ISS. Det er blevet bygget og opsendt af Rusland, men er finansieret og ejet af USA. Roskosmos bidrager derudover med forsyninger og transport af mandskab med rumfartøjerne Sojuz TMA og Progress. Virksomhedens omsætning i Rusland i 2021 udgjorde $96.683.300.